# Gelasmodes malagasy
Gelasmodes malagasy är en fjärilsart som beskrevs av Pierre E.L. Viette 1978. Gelasmodes malagasy ingår i släktet Gelasmodes och familjen mätare. Inga underarter finns listade i Catalogue of Life.